# نامدار (سلسله)
نامدار (سلسله)، روستایی از توابع بخش مرکزی شهرستان سلسله در استان لرستان ایران است. زبان مردم این روستا لکی است.

## جمعیت
این روستا در دهستان یوسف وند قرار دارد و براساس سرشماری مرکز آمار ایران در سال ۱۳۸۵، جمعیت آن ۵۸ نفر (۱۴خانوار) بوده‌است.